# Дьен, Раймонда
Раймо́нда Дьен (фр. Raymonde Dien; 13 мая 1929, Мансинье, Франция — 19 августа 2022) — французская общественная деятельница, активная участница антивоенного движения в 1950-х годах.

## Биография
Родилась в семье механика и крестьянки. В 17 лет стала секретарём-машинисткой в одном из местных отделений Французской коммунистической партии.

## Антивоенная акция
23 февраля 1950 года на станцию Сен-Пьер-де-Кор, во французском городе Тур, прибыл эшелон с танками, направлявшимися во Французский Индокитай. Это сразу же стало известно всем местным жителям. По призыву коммунистов на вокзале начали собираться сочувствующие рабочие, железнодорожники, несовершеннолетние школьники. Таким образом коммунисты Сен-Пьер-де-Кора выразили свою солидарность с вьетнамскими коммунистами, против которых правительство Франции с 1946 года вело войну в Индокитае. «Ни одного человека, ни одного су для грязной войны во Вьетнаме!» — под этим лозунгом, выдвинутым прокоммунистическими марсельскими докерами, выступали трудящиеся Франции против колониальной войны. Центрами протеста стали порты, железнодорожные станции и заводы. Это связывало руки правительству Франции (и так не обладавшему твёрдыми намерениями относительно судьбы Вьетнама) и заставляло ограничивать военные силы на территории своей колонии. Из-за недостатка военных грузов французские войска несли потери и не могли ни проводить эффективные операции против хошиминовских партизан, ни поддерживать лояльных Франции жителей страны, что в итоге привело к поражению при Дьенбьенфу.
Демонстранты скандировали: «Не хотим быть палачами!». Но после гудка локомотива эшелон с военным грузом тронулся к морю. В этот момент, прорвавшись сквозь строй вооружённых солдат, охранявших железнодорожные пути, Раймонда Дьен бросилась к рельсам и легла наперерез приближавшемуся составу. Её примеру последовали другие женщины — они ложились на рельсы рядом с Раймондой. Эшелон, приблизившись к ним, вынужден был остановиться. Группы демонстрантов тут же взобрались на платформы и, преодолевая сопротивление охраны, начали выдирать из бронемашин аккумуляторы и провода. Поезд был задержан на 9 часов.
Раймонда была арестована и помещена в городскую тюрьму. Она стала первой обвинённой в соответствии с новым антисаботажным законодательством. 1 июня 1950 года суд большинством голосов (семь судей из восьми) приговорил Дьен к одному году тюремного заключения. Она с гордостью признала себя виновной, назвав причину своего поступка: «Я ненавижу войну».
В день рождения, встреченный в тюремной камере, ей прислали подарки и поздравления многие незнакомые ранее соотечественники из разных концов страны. О поступке Раймонды вскоре узнали не только во Франции, но и за её пределами, и в борьбу за свободу заключённой включились самые разные люди из многих стран мира. Под давлением общественного мнения она вышла на свободу в ноябре 1950 года, будучи, однако, лишённой гражданских прав на долгие пятнадцать лет. Освободившись из тюрьмы, Раймонда Дьен окунулась в общественную жизнь. Благодаря приобретённой известности и популярности, которой активно способствовали средства массовой информации коммунистической направленности, особенно в социалистических странах, левая молодёжь встречала Раймонду во всех странах мира как свою героиню. Как ценную реликвию хранила Раймонда Дьен письма, полученные со всех концов света после фестивалей молодёжи и студентов в Берлине, Бухаресте и Варшаве, участницей которых она была.
Почти тридцать лет Раймонда Дьен проработала в АСП, рекламном агентстве французских коммунистов. Она оставалась верной идеалам борьбы против колониализма, активной сторонницей движения за мир, дружбу и солидарность между народами. Спустя много лет  почитаема во Вьетнаме, неоднократно посещала эту страну и удостаивалась местных наград. Так, 2 сентября 2004 года она была награждена вьетнамской медалью Дружбы.
Умерла на 94-м году жизни 19 августа 2022 года.

## Отображение в искусстве
Имя двадцатилетней героини в начале пятидесятых годов пользовалось широкой известностью. Описанные события нашли своё отображение в советском музыкальном искусстве. В 1950 году Сергей Прокофьев создал ораторию «На страже мира» на стихи Самуила Маршака. В одной из её частей, названной «Война с войной», описывается и мужественный поступок Раймонды Дьен:

Чтоб голос воющих сирен

Не возвещал тревоги,

Решилась лечь Раймонда Дьен

На полотно дороги.

Пред ней, со скрежетом колёс,

В пути меж полустанков,

Остановился паровоз

С тяжёлым грузом танков.

На свете нет прочнее стен,

Чем те живые люди,

Что могут, как Раймонда Дьен,

Орудья встретить грудью.

Композитор Оскар Фельцман посвятил Раймонде Дьен свою оперетту «Шумит Средиземное море» (либретто В. Винникова и В. Крахта), где Дьен выведена под именем Раймонды Марти.
В 1953 году в Ленинграде скульптор Ц. И. Дивеева и архитектор В. Д. Кирхоглани посвятили Раймонде Дьен скульптуру, рассказывающую о её подвиге. Памятник был установлен в Московском парке Победы, а в 1957 году копия скульптуры была установлена на Приморском шоссе у перекрёстка с Нижней улицей в городе-курорте Зеленогорске. Бронзовая скульптура изображает девушку-француженку с платком в руке, которая лежит на рельсах и преграждает дорогу эшелону с танками, отправляющемуся во Вьетнам (тогда Вьетнам был колонией Франции и вёл борьбу против французов).

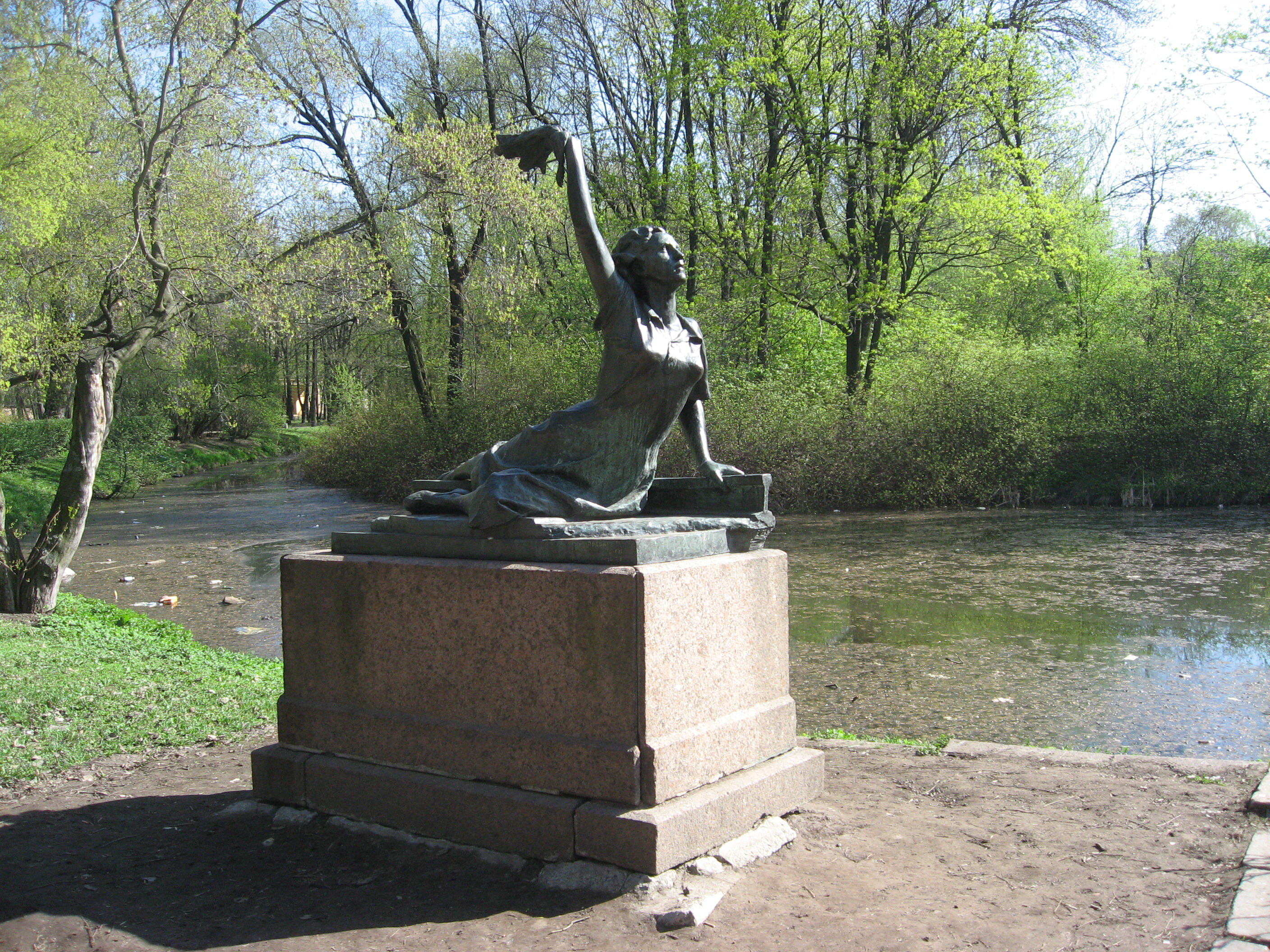
Памятник Раймонде Дьен в Московском парке Победы (Санкт-Петербург)
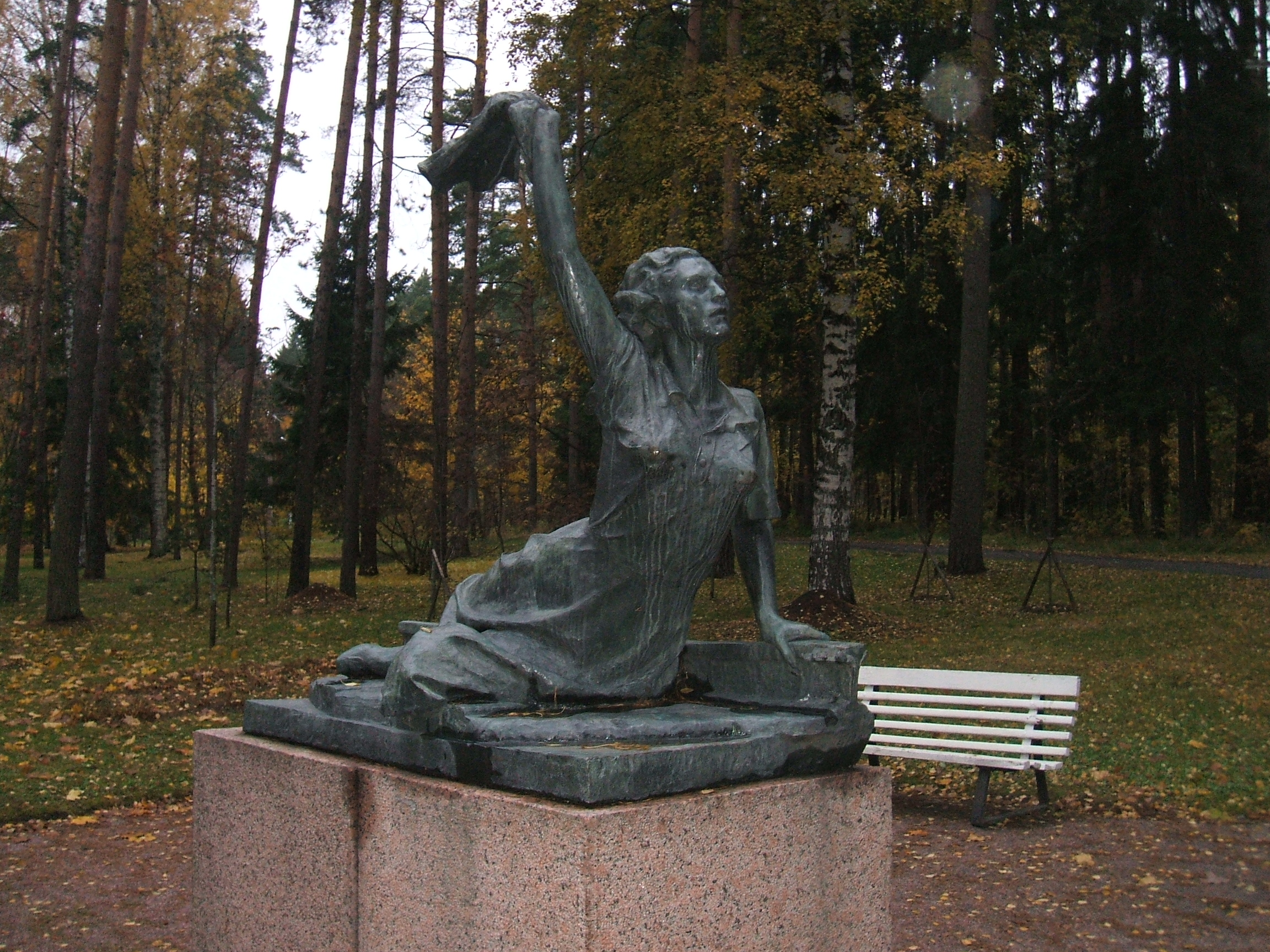
Памятник Раймонде Дьен в Зеленогорске (Санкт-Петербург)